# Sandra de Groot
Sandra de Groot (Groningen, 1968) is een Nederlands interdisciplinair beeldend kunstenaar. Ze studeerde in 1998 af aan de kunstacademie Minerva in Groningen en werkt als autonoom beeldend kunstenaar en docent beeldende kunst en vormgeving.
De bekendste werken van de Groot zijn haar zogeheten kNOTs, waarin ambacht, techniek en strategie worden toegepast op culturele als architectonische wijze. De Groot voert haar eigen ontwerpen uit. Elk beeld wordt met de hand geknoopt en tijdens dat proces ontstaat hedendaagse innovatie. Met haar kNOTs-installaties wil ze het bewustzijn vergroten door de kijker daadwerkelijk te confronteren met grote hoeveelheden knopen en touwen.
In 2021 had de Groot een tentoonstelling genaamd 'OPUS' aansluitend op de Kinderbiënnale die tot maart 2022 te zien was in het het Groninger Museum. 'OPUS' was verdeeld in zes sculpturen van 3,20 m lang bij 1,25 m in doorsnee. Elke sculptuur werd gecreëerd uit duizenden knopen en kilometers naturel katoen touw, geheel met de hand geknoopt.

## Tentoonstellingen
Een keuze:
- 2017 Dutch Design Week, Piet Hein Eek, Eindhoven
- 2018 Salone del Mobile, Milaan, Italië
- 2018 Dutch Design Week, Piet Hein Eek, Eindhoven
- 2019 CBK, Groningen
- 2019 BIGART, Amsterdam
- 2019 Circular Design Festival, Groningen
- 2021 OPUS, Kinderbiënnale, Groninger Museum, Groningen
- 2022 KunstRAI, Amsterdam